# Rumania en la Plena y Baja Edad Media
La Plena Edad Media en Rumania comenzó con la retirada de los mongoles, la última de las poblaciones migratorias en invadir el territorio de la Rumania moderna, después de su ataque de 1241-1242. Y la época medieval terminó con el reinado de Miguel el Valiente (r. 1593-1601), quien logró, durante un corto tiempo en 1600, gobernar los tres principados de Valaquia, Moldavia y Transilvania, cuyos territorios se unirían unos tres siglos más tarde para forma Rumania.
Durante la mayor parte de ese período, el Banato, Crişana, Maramureş y Transilvania, ahora regiones de Rumania al oeste de los Cárpatos, formaron parte del Reino de Hungría. Se dividieron en varios tipos de unidades administrativas, como «condados» y «sedes». Los cabezas de los condados de Transilvania o "condes" estaban subordinados a un funcionario real especial llamado voivoda, pero la provincia rara vez se trataba como una sola unidad, ya que los asientos de sículos y sajones se administraban por separado. En el reino, los campesinos rumanos, al ser ortodoxos, estaban exentos del diezmo (tithe), un impuesto eclesiástico que pagaban todos los plebeyos católicos. Sin embargo, los nobles rumanos perdieron lentamente la capacidad de participar en la vida política, ya que los monarcas del siglo XIV siguieron una política ferviente a favor de los católicos. Su situación empeoró aún más después de 1437, cuando se formó la llamada «Unión de las Tres Naciones», una alianza de los nobles húngaros, los sículos y los sajones, para aplastar el levantamiento campesino de Bobâlna.
Valaquia, el primer estado medieval independiente entre los Cárpatos y el bajo Danubio se creó cuando Basarab I de Valaquia (ca. 1310-1352) puso fin a la soberanía del rey de Hungría con su victoria en la batalla de Posada en 1330. La independencia de Moldavia, al este de los Cárpatos, la logró Bogdan I (r. 1359-1365), un noble de Maramureş, quien encabezó una revuelta contra el exgobernante que fue designado por el monarca húngaro. La independencia de los dos principados, sin embargo, rara vez fue segura, y el vasallaje a varios estados se convirtió en un aspecto importante de su diplomacia. Aunque Valaquia rindió homenaje al Imperio otomano desde 1417 y a Moldavia desde 1456, sus dos monarcas medievales, Mircea el Viejo de Valaquia (r. 1386-1418) y Esteban el Grande de Moldavia (r. 1457-1504) llevaron a cabo exitosas operaciones militares contra los turcos otomanos. El comercio de los dos principados con otras partes de Europa comenzó a disminuir después de las últimas décadas del siglo XV. Antes de esto, la venta de pieles, cereales, miel y cera al Sacro Imperio Romano Germánico, Venecia y Polonia, y la importación de seda, armas y otros productos manufacturados de esas áreas se había generalizado, pero a finales del siglo XVI el Imperio otomano se convirtió en el principal mercado de productos rumanos.
Transilvania, junto con los condados vecinos, ganó el estatus de un estado autónomo bajo la soberanía otomana después de que los territorios centrales del Reino de Hungría fueran anexionados por los otomanos en 1541. La caída del reino también privó a Valaquia y a Moldavia de su principal aliado en la lucha contra el Imperio otomano. En 1594, Miguel el Valiente de Valaquia se unió a la alianza anti-otomana iniciada por el papa Clemente VIII. Después de una serie de victorias sobre los otomanos, se volvió contra Transilvania y Moldavia, donde reinaban príncipes propolacos y prootomanos. Invadió y ocupó Transilvania en 1599 y Moldavia en 1600. Aunque la unión personal de los tres principados fracasó cuatro meses después, sirvió como un ideal para las generaciones posteriores que trabajaron por la unificación de las tierras que ahora forman Rumania.

## Edad Media Temprana

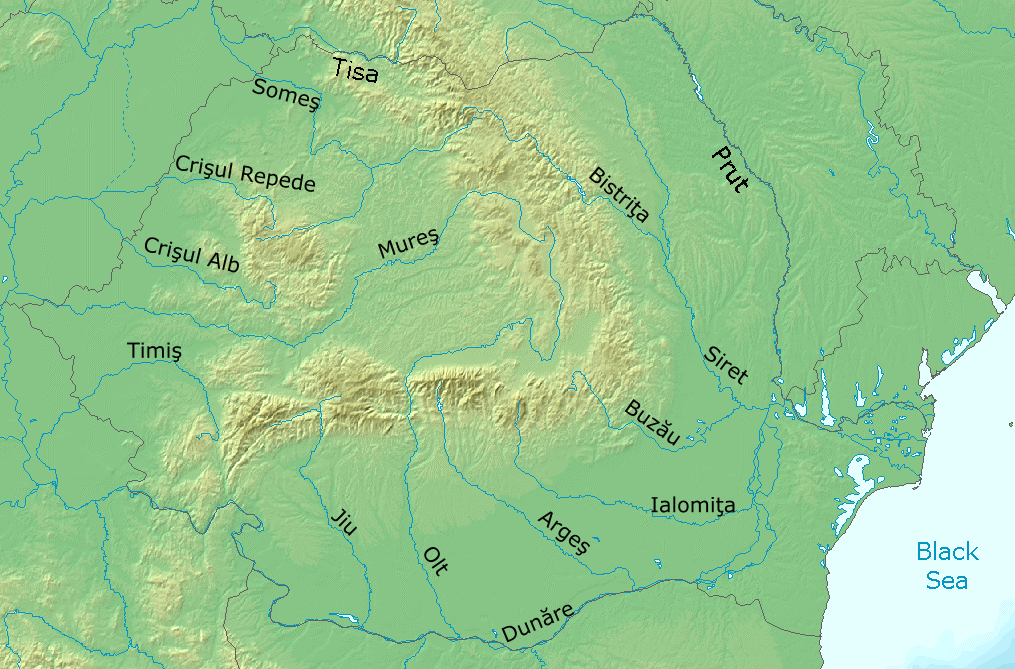
Los Cárpatos y los principales ríos de la Rumanía moderna

Regiones históricas de Rumania

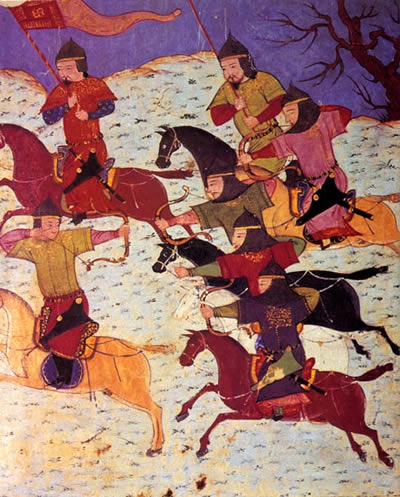
La derrota de los cumanos en la batalla del río Kalka les llevó a aceptar su dependencia del rey de Hungría

A finales del siglo VIII, el establecimiento del kaganato jázaro al norte de las montañas del Cáucaso creó un obstáculo en el camino de los nómadas que se desplazaban hacia el oeste En el período siguiente, la población local del área de los Cárpatos y del Danubio se benefició del clima político pacífico y de una cultura material unitaria, llamada "Dridu", que se desarrolló en la región. Los hallazgos de los asentamientos de Dridu, como cuchillas y hoces, confirman el papel de la agricultura en su economía.
En el siglo IX comenzaron los movimientos centrífugos en el kaganato jázaro. Uno de los pueblos sometidos, los húngaros abandonaron su dominio y se establecieron en la región entre los ríos Don y Dniéster. Abandonaron las estepas y cruzaron los Cárpatos alrededor de 896. Según la Gesta Hungarorum (Hechos de los húngaros) del siglo XIII, en el momento de la invasión húngara Transilvania estaba habitada por rumanos y eslavos y gobernados por Gelou, «un cierto rumano», mientras que Crişana estaba habitada por varios pueblos, entre ellos sículos. Si el autor de la Gesta tenía algún conocimiento de las condiciones reales del cambio de siglo IX y X sigue siendo debatido por los historiadores.
En 953 el gyula, el segundo líder en rango de la federación tribal húngara, se convirtió al cristianismo en Constantinopla. Alrededor de ese tiempo, según el emperador bizantino Constantino VII, los húngaros controlaban la región en la frontera de la actual Rumanía y Hungría a lo largo de los ríos Timiş, Mureş, Criş, Tisa y Toutis. En 1003, como narran los Anales de Hildesheim, Esteban I, el primer monarca coronado de Hungría (c. 1000-1038) «dirigió un ejército contra su tío materno, el rey Gyula», y ocupó el país de Gyula.
Esteban I otorgó privilegios a la Iglesia católica, por ejemplo al ordenar la imposición general del diezmo a la población. Los entierros en la mayoría de los cementerios precristianos locales, por ejemplo en Hunedoara, solo cesaron alrededor de 1100. Esteban I también dividió su reino, incluidos los territorios de la Rumanía moderna que había ocupado, en condados, es decir, unidades administrativas alrededor de las fortalezas reales, cada una administrada por un oficial real llamado conde. Con el tiempo, el voivoda, un alto funcionario real atestigo por primera vez en 1176, se convirtió en el principal de todos los condes de Transilvania. En contraste con Transilvania, los condes en las modernas regiones del Banato y Crişana permanecieron en contacto directo con el rey que los nombraba y reemplazaba a voluntad.
Desde finales del siglo IX, los pechenegos controlaban los territorios al este y al sur de los Cárpatos. Según la saga de Eymund, lucharon junto con los Blökkumen ("rumanos") en la Rus de Kiev en la década de 1010. Los pechenegos fueron barridos de sus territorios por los cumanos entre 1064 y 1078. Una variante tardía de la crónica túrquica más antigua, el nombre de Oghuz relata que los cumanos derrotaron a muchas naciones, incluida la Ulâq ('rumanos'). Algunos de los pechenegos huyeron al Reino de Hungría, donde fueron empleados para vigilar los distritos fronterizos, por ejemplo, en Transilvania.
Los asentamientos del siglo XI en Transilvania se caracterizan por pequeñas chozas con conjuntos de cerámica marcados por calderos de arcilla. El creciente número de hallazgos de monedas sugiere que la provincia experimentó un crecimiento económico a finales del siglo XI. El primer documento perteneciente a la provincia es una carta real de 1075 que se refiere a los impuestos sobre la sal recaudados en Turda. La mina de metales preciosos más antigua de la Transilvania medieval, la mina de plata de Rodna aparece mencionada por primera vez en 1235.
En los siglos XII y XIII llegaron a Transilvania hospites ('colonos invitados') procedentes de Germania y de las regiones francófonas del río Rin, que con el tiempo se conocieron colectivamente como «sajones». En 1224, Andrés II de Hungría (r. 1205-1235) otorgó libertades especiales a los sajones que se habían establecido en el sur de Transilvania. Por ejemplo, estaban autorizados a elegir a sus líderes locales; sólo el jefe de toda la comunidad, el conde de Sibiu, era nombrado por el rey. También se les concedió el derecho a utilizar «el bosque de los rumanos y los pechenegos». Las primeras referencias a la vinicultura en Transilvania están conectadas a los viñedos de los hospites de Cricău, Ighiu y Romos.

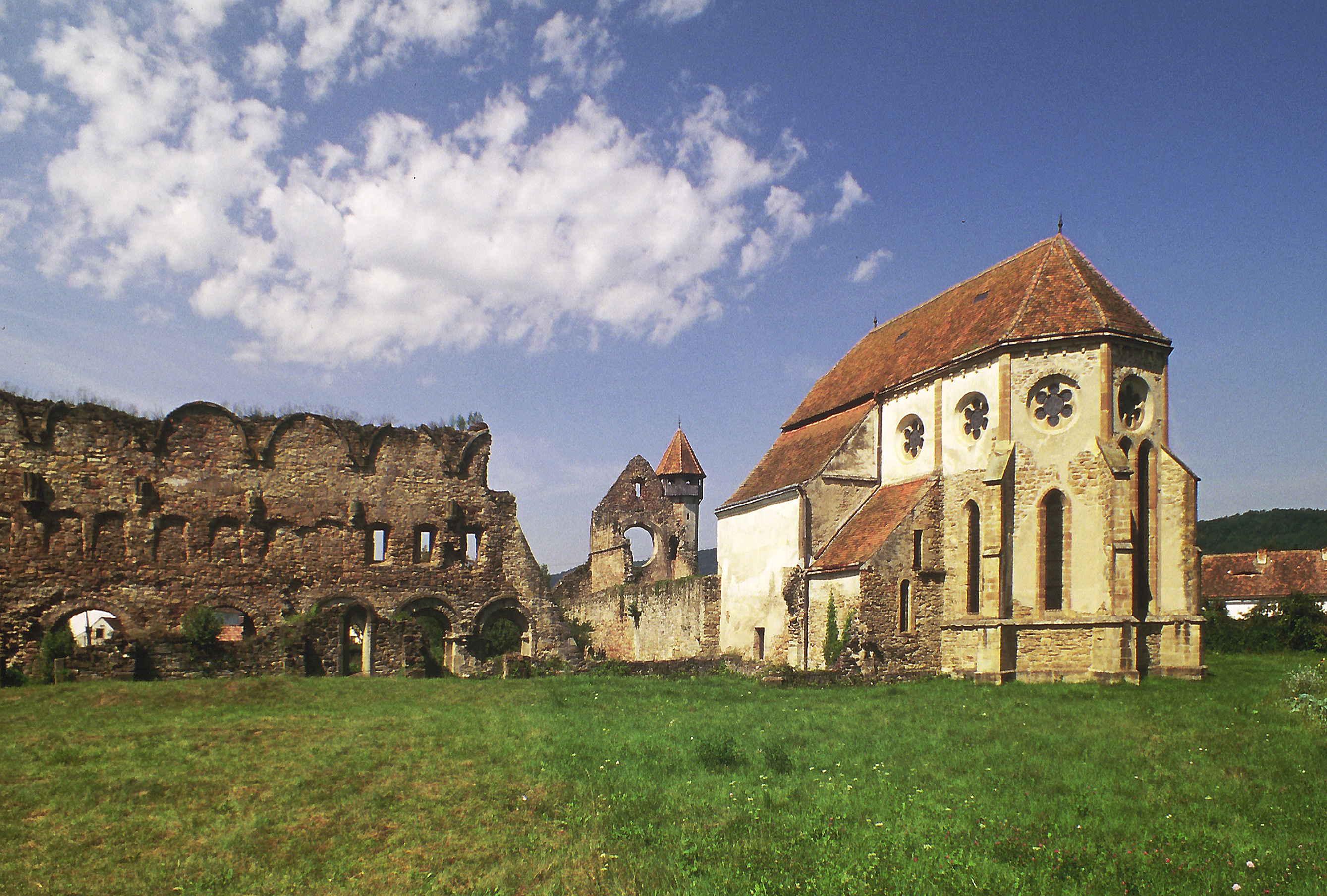
Ruinas del monasterio de Cârţa

Como resultado de la inmigración sajona, los sículos—guerreros libres de habla húngara que cultivaban tierras comunales—, fueron trasladados al sureste de la provincia. Desde el siglo XIII fueron gobernados independientemente del voivoda por un funcionario real, el conde de los sículos. Además de los sajones, los cistercienses se convirtieron en agentes de expansión en Transilvania. Cuando se estableció su abadía en Cârța a principios del siglo XIII, Andrés II ordenó que la franja de tierra que se extendía hacia las montañas entre los cortos ríos Olt, Cârţişoara y Arpaş pasará de los rumanos al nuevo monasterio.
Tras la derrota de los cumanos por los mongoles en el río Kalka en 1223, algunos jefes de las tribus cumanas occidentales aceptaron la autoridad del rey de Hungría. Su conversión llevó a la creación de la diócesis católica de Cumania al este de los Cárpatos. Sin embargo, la población rumana ortodoxa del territorio habría recibido los sacramentos de «algunos pseudo-obispos del rito griego», según una bula papal de 1234. En 1233 Oltenia se organizó en una frontera militar zona del Reino de Hungría, llamada Banato de Severin.
La expansión a través de los Cárpatos fue detenida por la invasión de los mongoles que duró desde el 31 de marzo de 1241 hasta abril de 1242. Fue un hito importante en la historia medieval de la región: aunque el número de bajas es discutido, incluso las estimaciones más prudentes no descienden del 15% de la población total.

## Alta Edad Media (1242-1396)

### Regiones de los Cárpatos Exteriores
Después de la retirada del Reino de Hungría, las fuerzas mongolas se detuvieron en Sarai (ahora Rusia) en el río Volga, donde su líder, Batu Khan, estableció su propia capital. A partir de entonces, las estepas entre los ríos Dnieper y Danubio estuvieron bajo la influencia de los mongoles del Volga, conocidos como la Horda Dorada. Desde la década de 1260, un pariente de Batu, Nogai Khan se estableció en Isaccea en el Bajo Danubio y se convirtió en el amo absoluto de las regiones vecinas. Se independizó de la Horda de Oro alrededor de 1280, pero murió en una batalla en 1299.
A mediados del siglo XIV, los territorios mongoles más occidentales estaban sujetos a frecuentes ofensivas militares polacas y húngaras. El gran príncipe Olgierd de Lituania penetró más que cualquier ejército europeo hasta entonces en los territorios controlados por la Horda Dorada . En 1363, cerca del mar Negro, en la batalla de las Aguas Azules obtuvo una gran victoria sobre las tropas mongolas unidas en el Dnieper.

### Regiones intracarpaticas

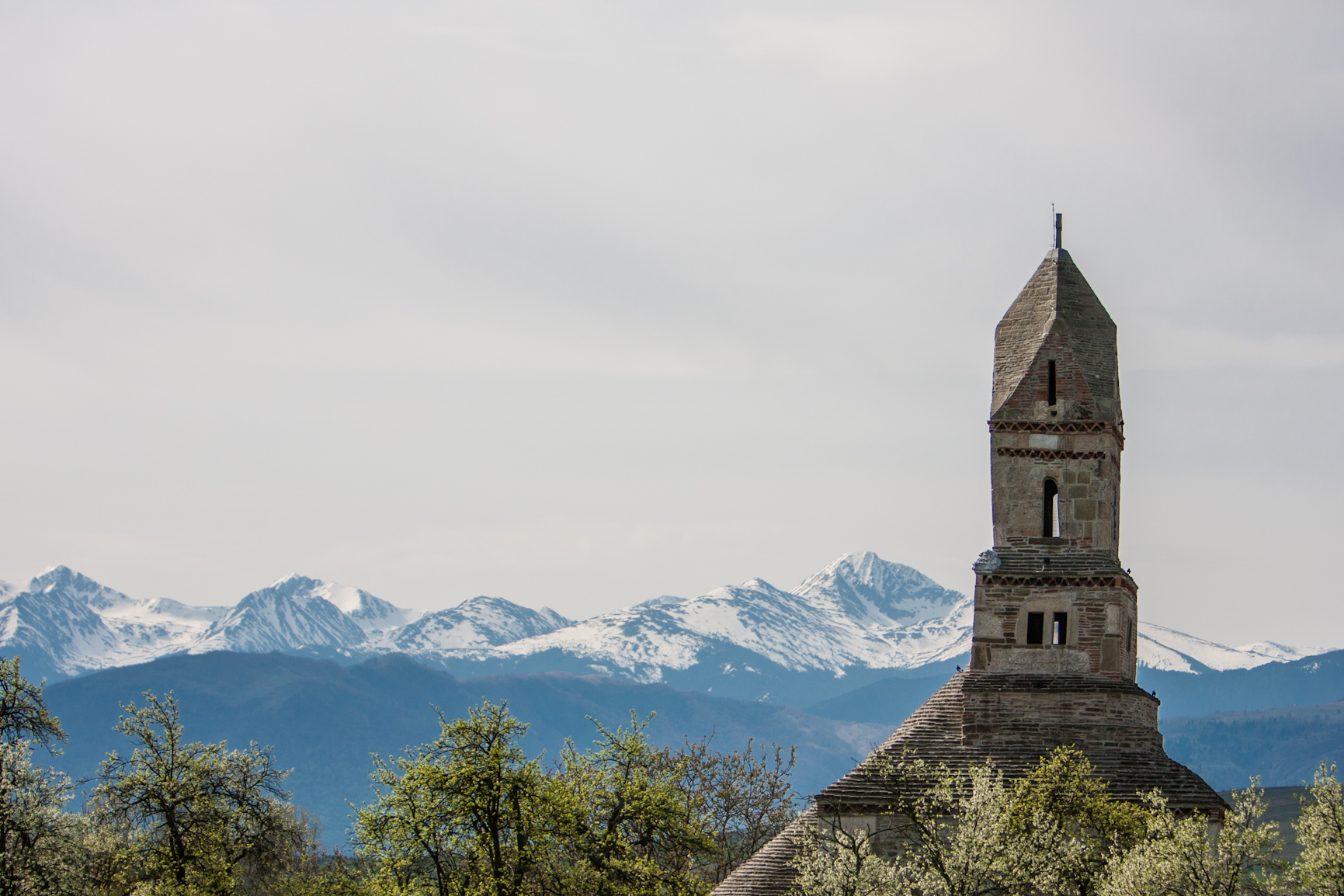
Iglesia ortodoxa rumana en Densuş

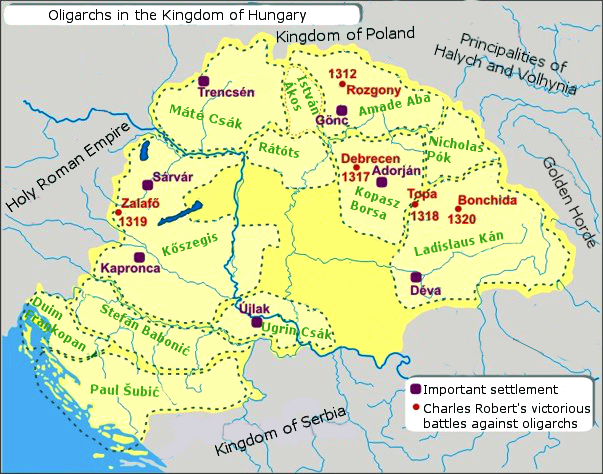
Los dominios de Ladislao Kán y otros oligarcas en el Reino de Hungría a principios del siglo XIV

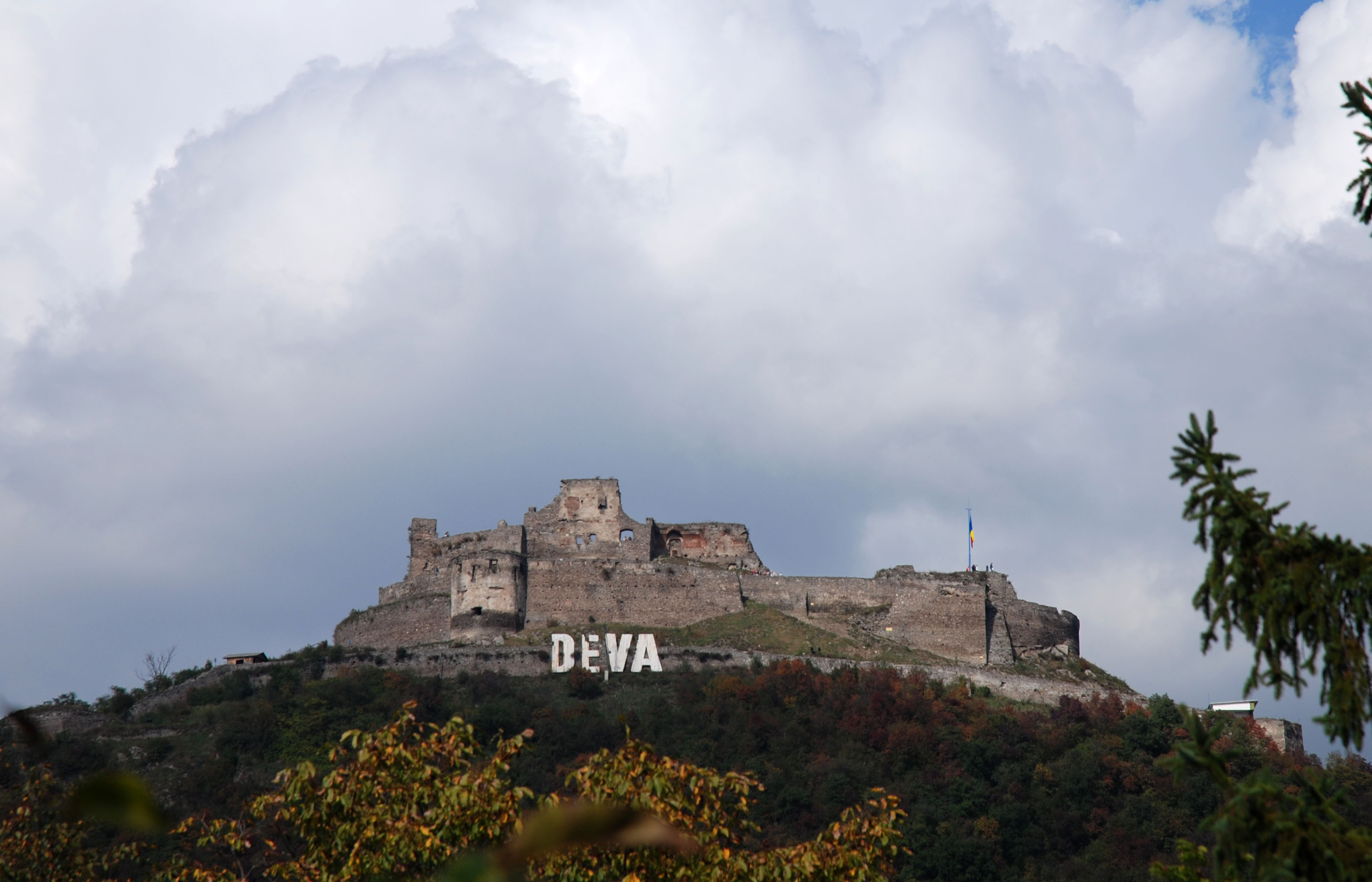
Fortaleza de Ladislao Kán en Deva

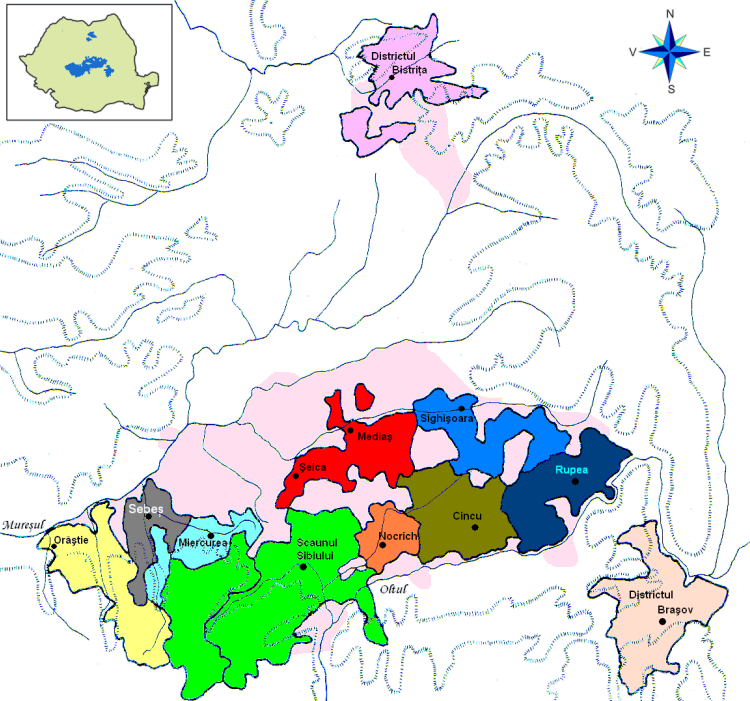
Asentamientos sajones en Transilvania

Tras haber sido atacada dos veces por los mongoles en un solo año, Transilvania sintió las consecuencias de la invasión de 1241-1242 durante más de dos décadas. Los centros administrativos de la provincia, como Alba Iulia y Cetatea de Baltă, habían sido destruidos. Debido a la severa despoblación, se inició un proceso de colonización organizada que se prolongó durante varias décadas. Por ejemplo, una nueva ola de colonización resultó en el establecimiento de los asientos sajones de Sighişoara y de Mediaș ; y el señor de Ilia recibió, en 1292, un permiso real para asentar a rumanos en las tierras que poseía.
Dado que solo los castillos construidos en piedra y las ciudades amuralladas habían podido resistir los ataques de los mongoles, tras la retirada de estos los reyes húngaros alentaron tanto a los terratenientes como a la gente del pueblo a construir fortificaciones de piedra. Se construyeron nuevas fortalezas de piedra, por ejemplo, en Codlea, Rimetea y Unguraş. El proceso de urbanización se caracterizó por el predominio de las ciudades sajonas: de las ocho ciudades de Transilvania, solo Alba Iulia y Dej estaban sitas en los condados. Una carta que hace referencia a las posadas, panaderías y baños en Rodna muestra el estilo de vida de sus habitantes como el de una ciudad. La sal seguía siendo el artículo comercial más importante de ese período, pero el comercio con bueyes, sirvientas y vino también está documentado en las cartas reales.
En 1257, Béla IV de Hungría (r. 1235-1270) nombró a su hijo mayor, el futuro Esteban V (r. 1270-1272) para gobernar los territorios del reino al este del Danubio. Aquí el rey más joven cedió una parte significativa de sus dominios reales a los nobles. Los primeros años del reinado de Ladislao IV de Hungría (1272-1290) se caracterizaron por las guerras civiles en todo el reino. En Transilvania, los sajones entablaron un conflicto local con el obispo, tomaron Alba Iulia y prendieron fuego a la catedral. La serie de guerras continuó en 1285 con la llegada de una segunda invasión mongola. Durante su etapa inicial, los sículos, los rumanos y los sajones bloquearon con éxito el acceso de los mongoles y luego organizaron una serie de emboscadas que provocaron el pánico entre los invasores en retirada.
En ese momento, el papel militar de los rumanos se había expandido de su tarea original de defender las fronteras del reino. Participaron en varias campañas militares, por ejemplo contra Bohemia en 1260 y contra Austria en 1291. También se reconoció su papel económico, ya que sus actividades de pasteo estaban relacionadas con la producción de telas de los asentamientos sajones. Para los monarcas, pagaban un impuesto especial en ovejas, llamado el "quincuagésimo". Andrés III de Hungría (r. 1290-1301) incluso ordenó, en 1293, que todos los rumanos que se habían establecido sin permiso real en dominios nobles fueran devueltos a la finca real de Armeni.
En las últimas décadas del siglo XIII, la congregatio generalis ('asamblea general') convocada por los monarcas o sus representantes se convirtió en un importante órgano del sistema judicial. Por ejemplo, la asamblea general convocada en 1279 por Ladislao IV para siete condados—entre ellos Bihar, Crasna, Sătmar y Zărand en el territorio que ahora es Rumania—terminó con la sentencia de muerte de una persona despótica. La primera carta que se refiere a una asamblea general de los condados de Transilvania se registró en 1288. El monarca convocó personalmente en 1291 a una asamblea general de los nobles de Transilvania, a sajones, sículos y rumanos.
Cuando Andrés III murió en 1301, todo el reino estaba en manos de una docena de poderosos nobles. Entre ellos, Roland Borsa gobernaba Crişana, Theodore Vejtehi ganó la partida en el Banato y Ladislao Kán gobernaba como voivoda en Transilvania (r. 1297-1315). La autoridad de este último también fue reconocida por los sajones y los sículos. Incluso asumió prerrogativas reales, como apoderarse de tierras que carecían de propietarios legítimos. Después de 1310, reconoció a Carlos I de Hungría (r. 1301-1342) como su soberano, pero de hecho continuó gobernando de forma independiente. El rey que trasladó su residencia a Timișoara en 1315 solo pudo fortalecer su autoridad después de una larga serie de enfrentamientos. Por ejemplo, Ciceu, el último bastión de los hijos de Ladislaus Kán se rindió en 1321.
Después de la victoria del rey, uno de sus fieles seguidores, Tomás Szécsényi fue nombrado voivoda (r. 1321-1342) que reprimió una revuelta sajona en 1324. En ese momento, la provincia autónoma sajona estaba dividida en asientos, cada uno administrado por un juez designado por el rey. En reconocimiento a los servicios de los nobles de Transilvania en el aplastamiento de la revuelta, Carlos I los eximió de los impuestos que hasta entonces habían pagado a los voivodas.
En este período, uno de los principales incentivos para el crecimiento de las ciudades de Transilvania era el comercio con Valaquia y Moldavia. Por ejemplo, a Braşov se le concedió un derecho básico en 1369 con respecto al comercio de telas de Polonia o Germania. A partir de entonces, los comerciantes extranjeros tuvieron que vender su mercancía más codiciada, el velarte—una tela densa de tafetán, históricamente hecha de lana—a los comerciantes de Braşov, que la revendían en Valaquia a cambio de animales, algodón, cera y miel.
En el siglo XIV, el nombre «distrito» se generalizó para las formas de organizaciones territoriales de los rumanos, pero solo unos pocos de ellos, por ejemplo, su distrito en el condado de Bereg (ahora en Hungría y Ucrania), lograron el reconocimiento oficial. Maramureş, donde los rumanos fueron mencionados por primera vez en 1326, fue el único distrito que se transformó, alrededor de 1380, en un condado. Luis I de Hungría (r. 1342-1382) emitió un decreto real en 1366 que prescribía medidas judiciales firmes contra «los malhechores de cualquier nación, especialmente rumanos».
El decreto de Luis I también regulaba el estatus legal de los knezes, los líderes locales de los rumanos, al establecer una distinción entre los knezes «traídos a» sus tierras por un escrito real cuyo testimonio en la corte pesaba como el de los nobles (nobles knezes), y otros cuya evidencia contaba menos (plebeyos knezes). Esta distinción, sin embargo, no significaba nobleza real ni les concedía la exención de impuestos reales, incluso para los nobles knezes. Su estado correspondía al de los «nobles condicionales» húngaros, cuya nobleza dependía de los servicios militares específicos que iban a prestar.
Según un decreto real de 1428, Luis I también había ordenado que solo se concedieran tierras a los católicos en el distrito de Sebeş del condado de Timiş. Como resultado de la presión oficial, muchos nobles rumanos se convirtieron al catolicismo. Por ejemplo, los miembros de la poderosa familia Drágffy se volvieron católicos en el siglo XV. Los otomanos asaltaron Transilvania por primera vez en 1394. Segismundo I de Hungría (r. 1387-1437) organizó una cruzada contra ellos, pero la batalla de Nicópolis (ahora Nikópol) terminó en un desastre para las fuerzas cristianas en 1396.

### Establecimiento de Valaquia

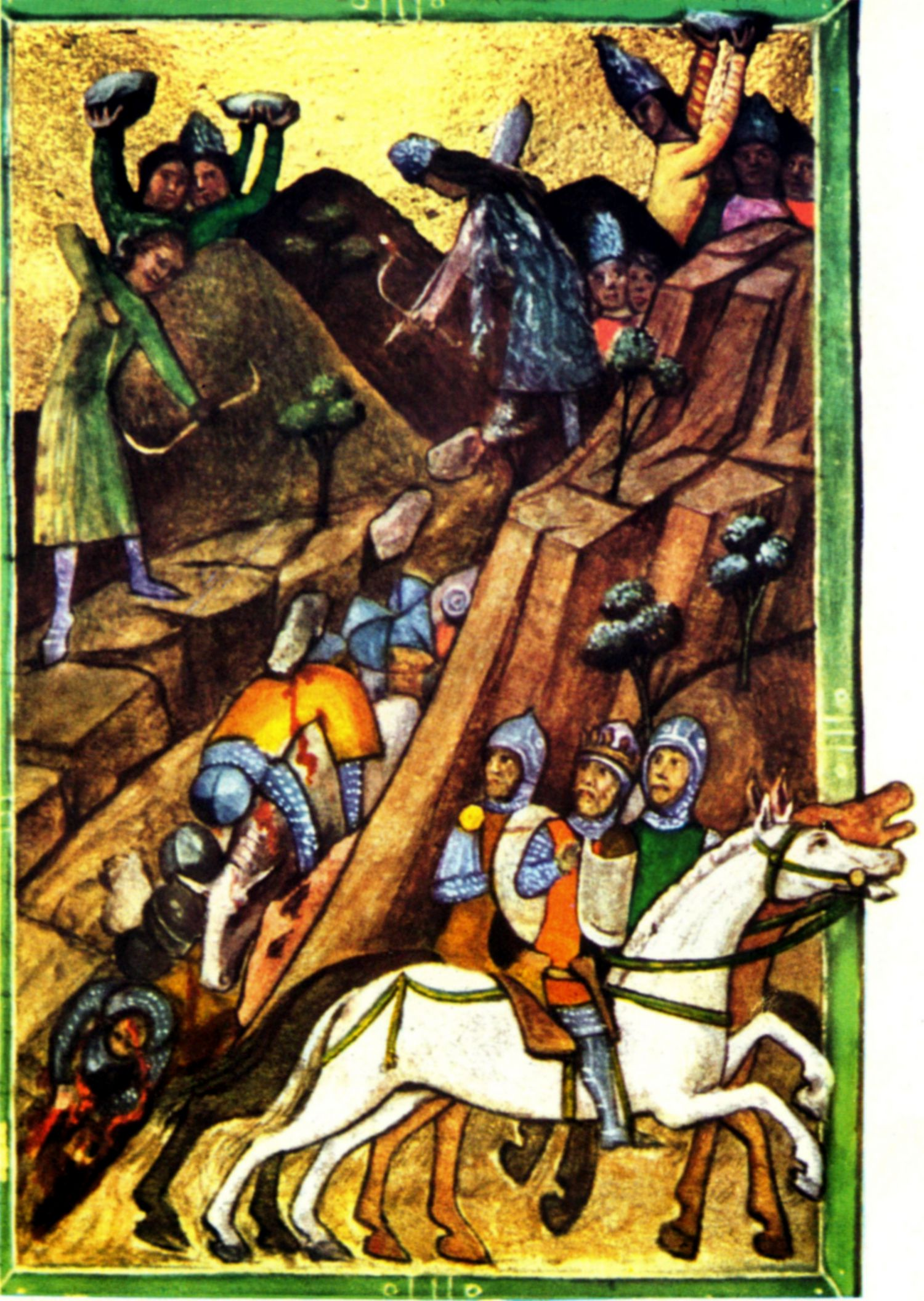
La batalla de Posada en la Crónica ilustrada de Viena

Según una carta emitida por Béla IV de Hungría para los Caballeros Hospitalarios en 1247, en ese momento existían al menos cuatro entidades políticas en el área al sur de los Cárpatos. Dos de ellos, los cnezats de John y Farcaş fueron otorgados a los caballeros, pero las tierras gobernadas por Litovoi y Seneslau se dejaron «a los Olati» ("rumanos") «tal como ellos las poseían». En la década de 1270, Litovoi extendió su territorio y dejó de pagar tributo al rey, pero su ejército fue derrotado por las fuerzas reales y murió en la batalla.
La tradición histórica rumana asocia la fundación de Valaquia con el "desmontaje de Radu Negru"" que cruzó los Cárpatos desde Transilvania acompañado de «rumanos, papistas, sajones y todo tipo de hombres» alrededor de 1290. El primer soberano de Valaquia registrado en fuentes contemporáneas fue Basarab I quien obtuvo el reconocimiento internacional por la independencia del principado por su victoria sobre Carlos I de Hungría en la batalla de Posada el 12 de noviembre de 1330. Los príncipes de Valaquia fueron elegidos entre sus descendientes, legítimos o no, por una asamblea de boyardos hasta el siglo XVI.
Los boyardos, miembros de la nobleza terrateniente, constituían el grupo social más importante del principado. La gran mayoría de la población estaba formada por campesinos a los que llamaban con varios nombres, como vecini ('vecinos') o rumâni ('rumanos'), en documentos medievales. En ese período, los animales, especialmente las ovejas, siguieron siendo el principal producto de exportación, pero desde la llanura de Valaquia se transportaron grandes cantidades de cereales a la zona mediterránea. La base de la dieta de los campesinos estaba formada por el mijo comido como papilla, mientras que los boyardos también usaban trigo.
La Sede Metropolitana Ortodoxa de Valaquia fue reconocida por el Patriarca Ecuménico de Constantinopla en 1359. Valaquia emitió su propia moneda bajo Vladislav I (r. 1364-c. 1377). La información escrita más antigua sobre los gitanos en la Rumanía moderna, una escritura emitida por Dan I de Valaquia (c. 1383-1386) se refiere a la anterior donación de gitanos de Vladislav I al monasterio de Vodiţa. Más tarde, todos los monasterios y boyardos importantes poseyeron esclavos gitanos.
Los otomanos entraron por primera vez en Valaquia en 1395. Aunque las tropas invasoras fueron derrotadas en algún lugar de un rovină ("pantano irregular") en Oltenia, el caos creado por la amenaza de ataques permitió que un grupo de boyardos pusiera a Vlad I el Usurpador (r. 1395-1397) en el trono. Así Mircea I se vio obligado a refugiarse en Transilvania, donde aceptó ser vasallo de Segismundo I de Hungría. Fue restaurado al trono y participó en la desastrosa cruzada de Nicópolis organizada por  Segismundo I de Hungría.

### Establecimiento de Moldavia

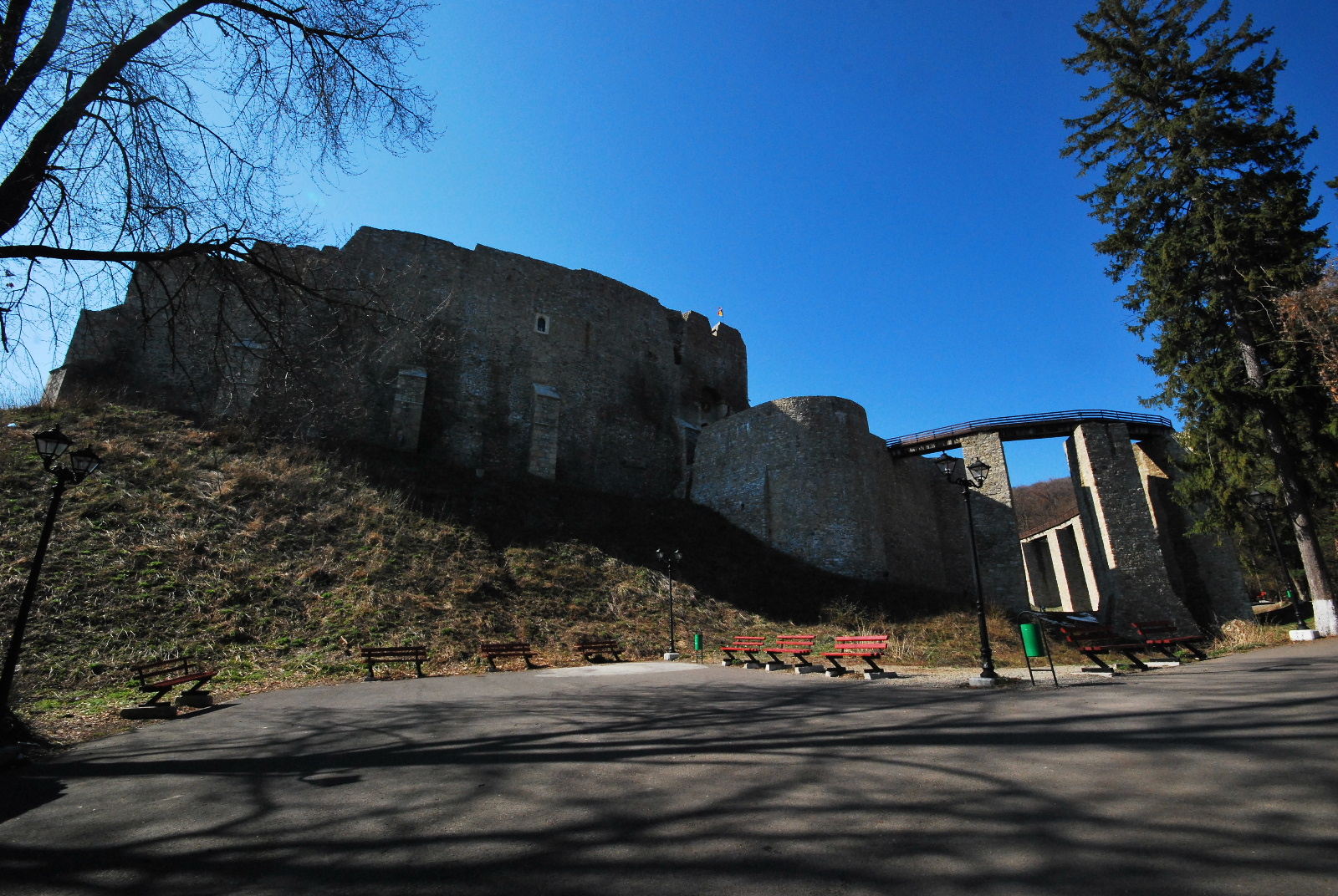
Fortaleza de Neamţ

Después de 1241, el territorio entre los Cárpatos orientales y el río Dniéster fue controlado por la Horda Dorada. Sin embargo, la referencia del contemporáneo Thomas Tuscus al conflicto de los rumanos con los rutenos en 1277 sugiere que las entidades políticas rumanas existían en el norte de Moldavia en ese momento. En 1345 Andrew Lackfi, el conde de los sículos dirigió un ejército sobre los Cárpatos y ocupó esta región donde Luis I de Hungría organizó una provincia fronteriza.
La tradición histórica rumana vincula la fundación de Moldavia con el "desmontaje de Dragoş", un voivoda rumano de Maramureş. Aunque Dragoş fue sucedido por su hijo, Sas, su línea no duró mucho. Sus descendientes pronto fueron expulsados por Bogdan, un antiguo voivoda de Maramureş que huyó a Moldavia y se unió a los boyardos locales en una revuelta.
En Moldavia, la agricultura y la ganadería siguieron siendo las principales actividades económicas. Al igual que en Valaquia, el arado de madera siguió siendo la principal herramienta agrícola durante la Edad Media. El desbroce constante de tierras muestra que todavía se prefería encontrar nuevas tierras a la rotación de cultivos. El establecimiento del principado mejoró la seguridad de los viajes, por lo que Moldavia también podría beneficiarse del comercio de tránsito entre Polonia y los puertos del mar Negro. Las primeras monedas locales se acuñaron en 1377, bajo Peter I Muşat (c. 1375-1391).
La sucesión al trono, al igual que en Valaquia, se regía por el principio hereditario-electivo. Así, un miembro legítimo o ilegítimo de la familia Muşatin podría ser proclamado príncipe por una asamblea de boyardos. En 1387 Peter I Muşat reconoció a Vladislao II de Polonia como su soberano, pero Hungría también mantuvo su pretensión de soberanía sobre el principado. Por lo tanto, los príncipes de Moldavia podrían contrarrestar la influencia de Polonia y Hungría enfrentando a unos contra otros.

### Dobruja

Las tierras búlgaras durante el reinado de Iván Alejandro; el Principado de Karvuna aparece en rojo.

Después de 1242, la mayor parte del territorio entre el Danubio y el mar Negro se incluyó en el área dominada por los mongoles. Aunque el Imperio bizantino restableció el control sobre el delta del Danubio en la década de 1260, volvió a caer bajo el dominio directo de la Horda Dorada en algún momento antes de 1337. A finales del siglo XIII, florecieron las comunidades de comerciantes genoveses que se habían instalado en las localidades de Vicina, Chilia y Licostomo.
Hacia mediados del siglo XIV se desarrolló en la región un estado dependiente del Imperio bizantino, conocido como el «país de Cavarna». Su primer gobernante conocido fue Balica. Fue sucedido por su hermano, Dobrotitsa, por quien parte de sus propiedades, Dobruja, recibió su nombre. Aproximadamente en 1385, Ivanco se convirtió en el gobernante del territorio, pero pronto desapareció durante una expedición otomana. Dobruja fue ocupada por Mircea I de Valaquia en 1390 y por los otomanos en 1395.

## Hacia la dominación otomana (1397-1529)

### Regiones intracarpaticas

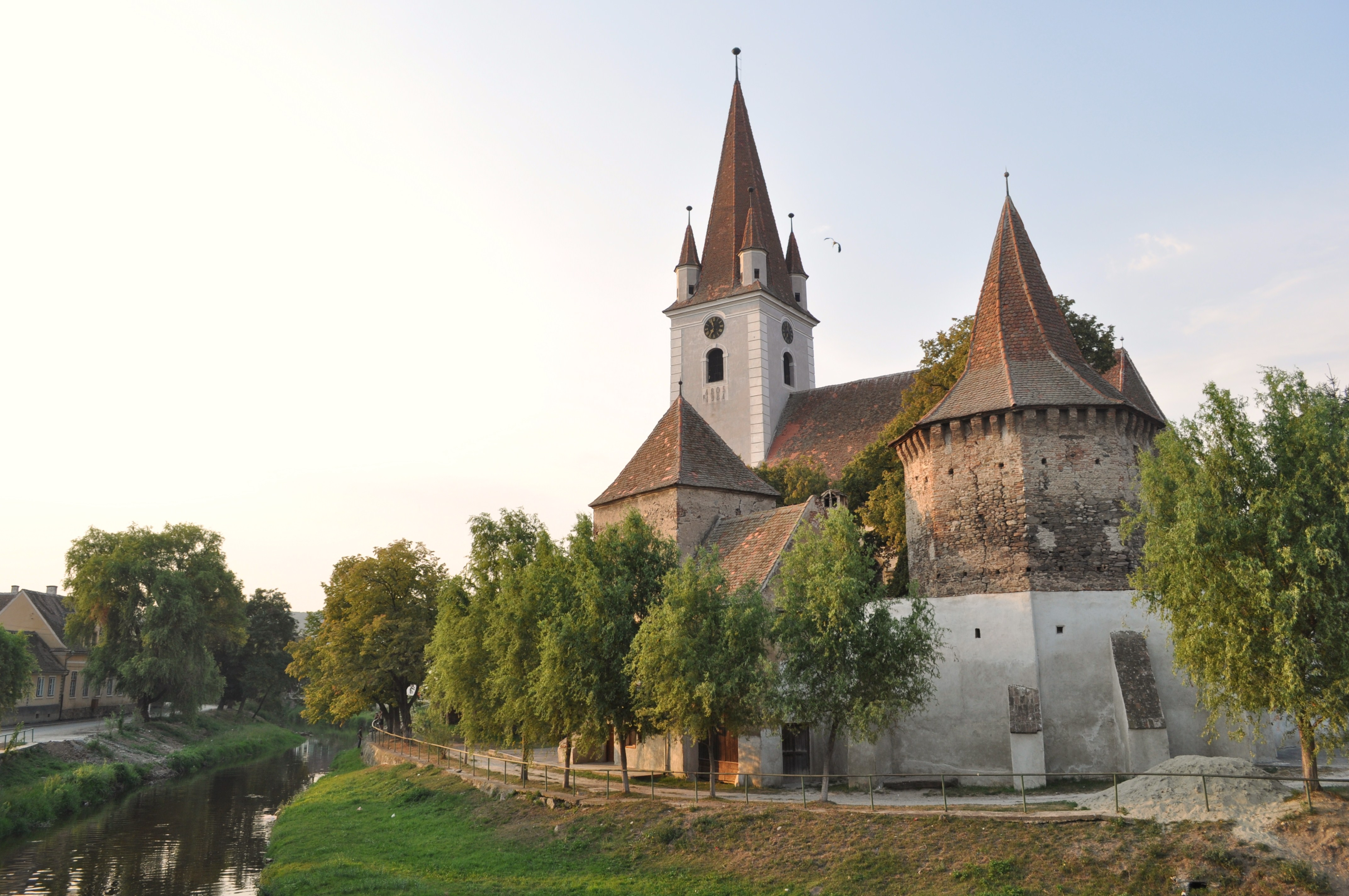
Iglesia sajona fortificada en Cristian, Sibiu

Para establecer una zona de estados tampón, Segismundo I de Hungría trató de atraer a los gobernantes ortodoxos vecinos bajo su propia soberanía otorgándoles propiedades en su reino. Por ejemplo, Stefan Lazarević de Serbia recibió Satu Mare, Baia Mare y Baia Sprie en la Rumanía moderna, y Mircea I de Valaquia recibió Făgăraş. Segismundo I fue también el primer monarca que reconoció, en 1419, la competencia legislativa de los Estamentos de Transilvania. Por iniciativa suya, su asamblea declaró que en caso de un ataque otomano, uno de cada tres nobles y uno de cada diez siervos tomarían las armas. De hecho, desde 1420 los ataques otomanos se produjeron anualmente. En ese períodose fortificaron muchas iglesias sajonas, y más tarde las iglesias sículas de la región de Ciuc, lo que dio a la arquitectura local un aspecto distintivo.
Los crecientes costos de defensa recayeron principalmente sobre los siervos: se aumentó la renta de la tierra y se impusieron impuestos extraordinarios. La primera revuelta campesina en el territorio de la Rumanía moderna estalló debido a los esfuerzos realizados por el obispo de Transilvania para recaudar los impuestos eclesiásticos. Treptow et al. 1997, p. 79.</ref> Liderados por Anton Budai Nagy, los campesinos rebeldes, que se llamaban a sí mismos «la comuna de los legítimos habitantes húngaros y rumanos de esta parte de Transilvania», establecieron un campamento fortificado en la colina de Bobâlna a principios de 1437. Lucharon dos batallas importantes contra los nobles; la primera, en Bobâlna, la ganaron los campesinos, y la segunda, cerca del río Apatiu, no tuvo un vencedor claro. Los líderes de los nobles, los sajones y los sículos, sin embargo, establecieron una "unión fraternal" para unir fuerzas y aplastaron la resistencia de los campesinos a finales de enero de 1438.
El intento de los otomanos de conquistar nuevos territorios condujo a una política mejor organizada contra ellos. La unión temporal de las Iglesias Oriental y Occidental proclamada por el Concilio de Florencia en 1439 también creó un contexto favorable para la concentración de fuerzas cristianas. La cristiandad encontró a su campeón en Juan Hunyadi, quien obtuvo una serie de victorias sobre los otomanos después de 1441. Por ejemplo, en 1442 derrotó a un ejército otomano que había estado devastando Transilvania. Gracias a su última victoria sobre Mehmed II en el sitio de Belgrado (en la Serbia moderna) en 1456, salvó al reino de la ocupación otomana durante varias décadas. Durante el reinado de su hijo, Matías I de Hungría (r. 1458-1490), los otomanos lanzaron solo un ataque serio contra Transilvania en 1479 cuando fueron derrotados en Câmpul Pâinii.
Matías I usó a sus funcionarios para hacer valer las prerrogativas reales que ya habían caído en desuso. Los nobles encontraron particularmente molesto que el lucrum camarae, un impuesto del que estaban exentos, fuera reemplazado por un nuevo impuesto. En Transilvania, las "Tres Naciones" establecieron una alianza formal contra el rey en 1467, pero él intervino rápidamente y tomó por sorpresa a los rebeldes desorganizados.
Para entonces, la tierra que alguna vez tuvo en común la comunidad sícula se había dividido gradualmente en unidades cada vez más pequeñas; así, un gran número de guerreros-campesinos libres tuvo que entrar al servicio de sus compañeros sículos más prósperos. Esta estratificación social fue reconocida formalmente por un decreto real de 1473. A partir de entonces, los que realizaban el servicio militar montado se diferenciaron de los que combatían como soldados a pie; aquellos que no pudieron financiarse a sí mismos incluso como soldados de a pie fueron legalmente reducidos a la servidumbre.
La prominencia del elemento germano en las ciudades condujo a veces a conflictos por motivos étnicos. Por ello la lucha por el liderazgo en Cluj (ahora Cluj-Napoca) entre húngaros y sajones solo llegó a su fin en 1458 al establecer una regla de que los cargos municipales debían compartirse equitativamente entre los dos grupos. En 1486, Matias I unió todos los distritos sajones de Transilvania en la "Universidad de los sajones" bajo el liderazgo del alcalde electo de Sibiu.
Después de la muerte de Matías I, la asamblea de los Estados, llamada Dieta, comenzó a funcionar como un órgano regular de poder. El campesinado sufrió más con el gobierno de los Estados, por ejemplo, por la limitación de su derecho a la libre circulación. En 1514 miles de campesinos que habían sido convocados a Buda (ahora Budapest, en la actual Hungría) para unirse a la cruzada proclamada por el papa León X contra los otomanos, volvieron las armas contra sus señores. Los rebeldes, liderados por el sículo György Dózsa, ocuparon varias ciudades, como Oradea y Şoimoş, pero el 15 de julio Juan I de Zápolya, el voivoda los derrotó en Timișoara. Como represalia, la Dieta decretó que los campesinos debían estar ligados a la tierra «perpetuamente».
La caída del Reino de Hungría estuvo marcada por la batalla de Mohács (Hungría) donde el ejército real fue aniquilado por los otomanos el 29 de agosto de 1526. A partir de entonces, las facciones políticas de los nobles se involucraron en conflictos y eligieron dos reyes. Uno de ellos, Juan I Szapolyai (1526-1540) fue apoyado por la nobleza menor, mientras que Fernando I de Habsburgo (1526-1564) fue reconocido principalmente en los condados occidentales del reino, pero los sajones de Transilvania también lo apoyaron. Buscando la ayuda de los otomanos, Juan I tuvo que rendir homenaje al sultán en Mohács en 1529.

### Valaquia

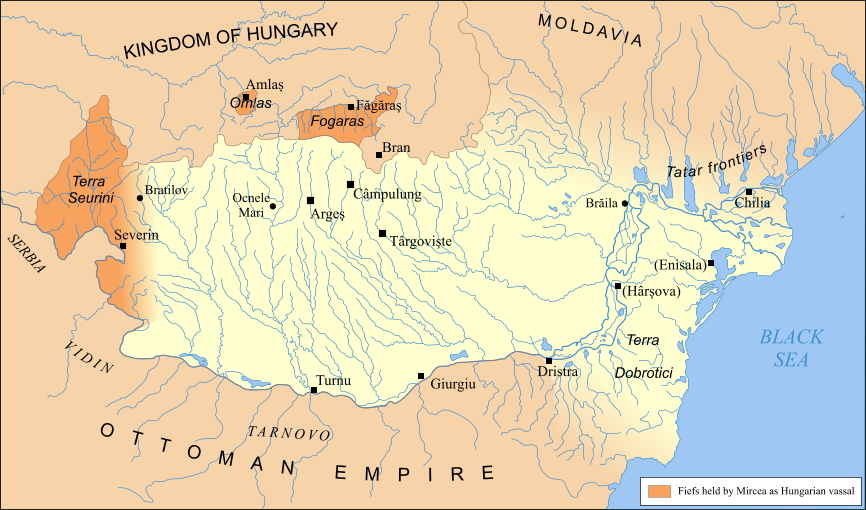
Valaquia (c. 1404)

Después de la batalla de Nicópolis, los otomanos ocuparon Bulgaria y pudieron atacar a Valaquia más fácilmente. Mircea I el Viejo, sin embargo, pudo volver a ocupar Dobruja en 1402 aprovechando las dificultades de los otomanos tras su derrota ante Timur Lenk en la batalla de Ankara. Incluso intervino en la guerra civil otomana y apoyaron la lucha de Musa y Mustafa en contra de su hermano, Mehmet I. Después de la derrota de los dos pretendientes, los otomanos se apoderaron nuevamente de Dobruja y ocuparon Giurgiu, y Mircea I se vio obligado a pagar un tributo anual al sultán. En el reinado de Mircea I se abrieron minas de hierro en Baia de Fier y se inició la extracción de cobre en Baia de Aramă. Además, se extrajeron azufre y ámbar en la región de Buzău.
Después de la muerte de Mircea I, los príncipes se sucedieron en el trono con una frecuencia devastadora. Por ejemplo, Miguel I (r. 1418-1420) fue derrocado por su primo, Dan II (r. 1420-1431), y en la década siguiente el trono fue ocupado con frecuentes cambios por Dan II o por su primo, Radu II el Calvo (1421-1427), el primero apoyado por Segismundo I de Hungría y el segundo por los otomanos.
Alejandro I Aldea (r. 1431-1436) fue el primer gobernante rumano que se vio obligado a prestar servicio militar a los otomanos. Dos décadas más tarde, Vlad III el Empalador (r. 1448, 1456-1462, 1476), conocido como el modelo de la leyenda de Drácula, se volvió contra el Imperio otomano. Llevó a cabo una serie de ataques a través del Danubio en el invierno de 1461-1462. La respuesta fue una invasión masiva liderada por Mehmed II, quien expulsó a Vlad III del trono y lo reemplazó con su hermano, Radu III el Hermoso (r. 1462-1475). Debido a las frecuentes operaciones militares, la llanura de Valaquia quedó muy despoblada después de finales del siglo XIV. Por otro lado, Valaquia recibió un flujo constante de inmigrantes, principalmente desde los Balcanes.
Después de 1462, Valaquia conservó su autonomía principalmente gracias a la intervención de Esteban el Grande de Moldavia. Sin embargo, a finales de siglo, Radu IV el Grande (r. 1495-1508) se convirtió en un súbdito obediente del sultán y visitaba Estambul anualmente para ofrecer personalmente el tributo. Aun así, solo podía mantenerse en el poder colaborando con la poderosa familia Craioveşti, fuertemente conectada con los otomanos por el comercio. En 1512, un miembro de esta familia, Neagoe (1512-1521) ascendió al trono, pero adoptó el nombre dinástico de Basarab para legitimar su gobierno. Escribió la primera obra original de literatura rumana, titulada Enseñanzas, para su hijo Teodosio sobre cuestiones morales, políticas y militares.
Bajo Teodosio I (1521-1522), el gobernador otomano de Nicópolis aprovechó las luchas internas entre los partidos boyardos y dominó así la vida política de Valaquia. Debido al peligro inminente de anexión, los boyardos se agruparon alrededor de Radu V de Afumaţi (1522-1529) que libraron unas 20 batallas contra los otomanos. Finalmente, en 1525, se vio obligado a aceptar la soberanía otomana y el aumento del tributo.

### Moldavia
La sede metropolitana ortodoxa de Moldavia fue reconocida por el Patriarca Ecuménico durante el reinado de Alejandro I el Bueno (r. 1400-1432). Reforzó la orientación tradicional pro-polaca de Moldavia y se declaró vasallo de Władysław II de Polonia en 1406. A partir de entonces, los ejércitos moldavos lucharon junto con los polacos contra los Caballeros Teutónicos. El primer ataque otomano a Moldavia en 1420 también fue rechazado por él. La muerte de Alejandro I fue seguida por un largo período de inestabilidad política, caracterizado por frecuentes luchas por el trono. Por ejemplo, la lucha de sus hijos, Iliaş I (r. 1432-1442) y Esteban II (r. 1433-1447) II (1433-1447) terminó en 1435 con la división del país.
Aunque las industrias artesanales, tanto en los hogares boyardos como campesinos, seguían siendo la principal fuente de ropa, alimentos y construcción, la producción especializada, como el tejido y la alfarería, comenzó a desarrollarse a mediados del siglo XV. Los primeros pozos de petróleo entraron en producción en 1440, pero su petróleo también era solo para uso doméstico. En Moldavia, los esclavos gitanos se mencionaron por primera vez en 1428 cuando Alejandro I otorgó 31 familias gitanas al monasterio de Bistriţa. Con el tiempo, los gitanos se especializaron en varios oficios: por ejemplo, a lo largo de la Edad Media el trabajo del hierro fue una ocupación reservada casi exclusivamente para ellos.
Pedro III Aarón (r. 1451-1457) fue el primer príncipe que accedió a pagar tributo a los otomanos en 1456. Fue derrocado por su sobrino, Esteban, con el apoyo de Vlad el Empalador de Valaquia. Esteban III el Grande iba a ser el monarca rumano medieval más importante que logró defender la autonomía de Moldavia frente a Hungría, Polonia e Imperio otomano.

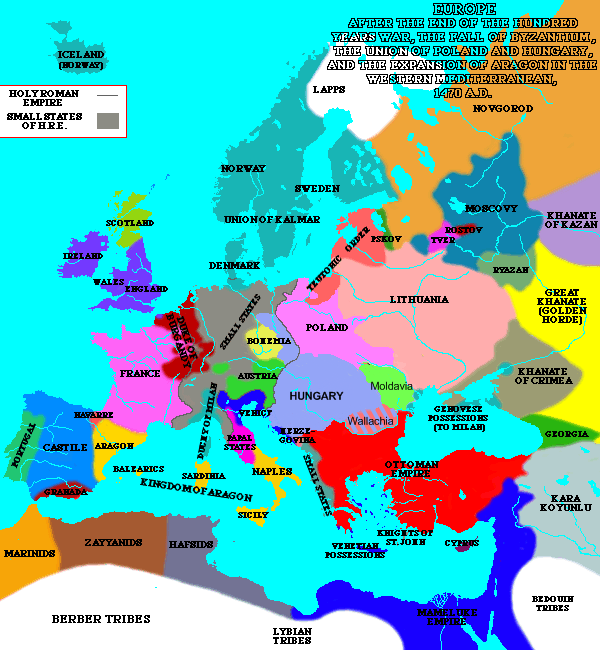
Europa alrededor de 1470

En los primeros años de su reinado, permaneció aliado con Polonia y el Imperio otomano, e incluso se unió a los otomanos para atacar Valaquia. También apoyó la rebelión de 1467 de Transylvanian Estates; por tanto, Matías I de Hungría lanzó una expedición contra Moldavia, pero el ejército real fue derrotado en la batalla de Baia. Llegó a ver al Imperio otomano como su principal enemigo en la década de 1470, y en 1474 se negó a pagar tributo. Pronto recibió el ultimátum de Mehmed II, quien exigió la rendición de Chilia, una fortaleza recientemente capturada de Valaquia. Tras la negativa de Esteban III, se envió un gran ejército otomano contra Moldavia. Llamó al papa Sixto IV, pidiendo una cruzada. Aunque el papa reconoció sus méritos, al nombrarlo «el Atleta de Cristo», no se materializó ninguna coalición anti-otomana. Incluso sin apoyo militar externo, Esteban el Grande llevó a sus tropas a la victoria en la batalla de Vaslui el 10 de enero de 1475. Después de la batalla, dirigió una carta a los príncipes cristianos, expresando la idea que los dos principados rumanos eran la «puerta de entrada al mundo cristiano», y si caían «toda la cristiandad estaría en peligro».
También reconoció a Matías I de Hungría como su soberano y recibió, a cambio, a Ciceu y Cetatea de Baltă en Transilvania. Al año siguiente, sin embargo, se encontró solo cuando Mehmed II invadió Moldavia. El ejército de Moldavia fue derrotado en la batalla de Valea Albă, pero los otomanos, que sufrían de falta de provisiones y un brote de plaga, se vieron obligados a retirarse. Esteban el Grande sufrió el mayor revés de su reinado en 1484 cuando los otomanos capturaron Chilia y Cetatea Alba (ahora Bilhorod-Dnistrovskyi, Ucrania) en el mar Negro. Habiendo intentado sin éxito recuperar las fortalezas en 1485, firmó una paz con el sultán y acordó rendirle tributo.
Fue sucedido por su hijo, Bogdan III el Tuerto (r. 1504-1517), cuyo reinado se vio afectado por una larga serie de conflictos militares con Polonia y Valaquia. Las buenas relaciones con Polonia se restablecieron bajo el reinado de Esteban IV el Joven (r. 1517-1527). Su sucesor, Petru IV Rareș (r. 1527-1538, 1541-1546) intervino en la lucha por la corona del Reino de Hungría: por orden del sultán, en 1529 invadió el País Sículo y derrotó al ejército de los partidarios de Fernando I.

## Soberanía otomana (1530-1594)

### Establecimiento del Principado de Transilvania

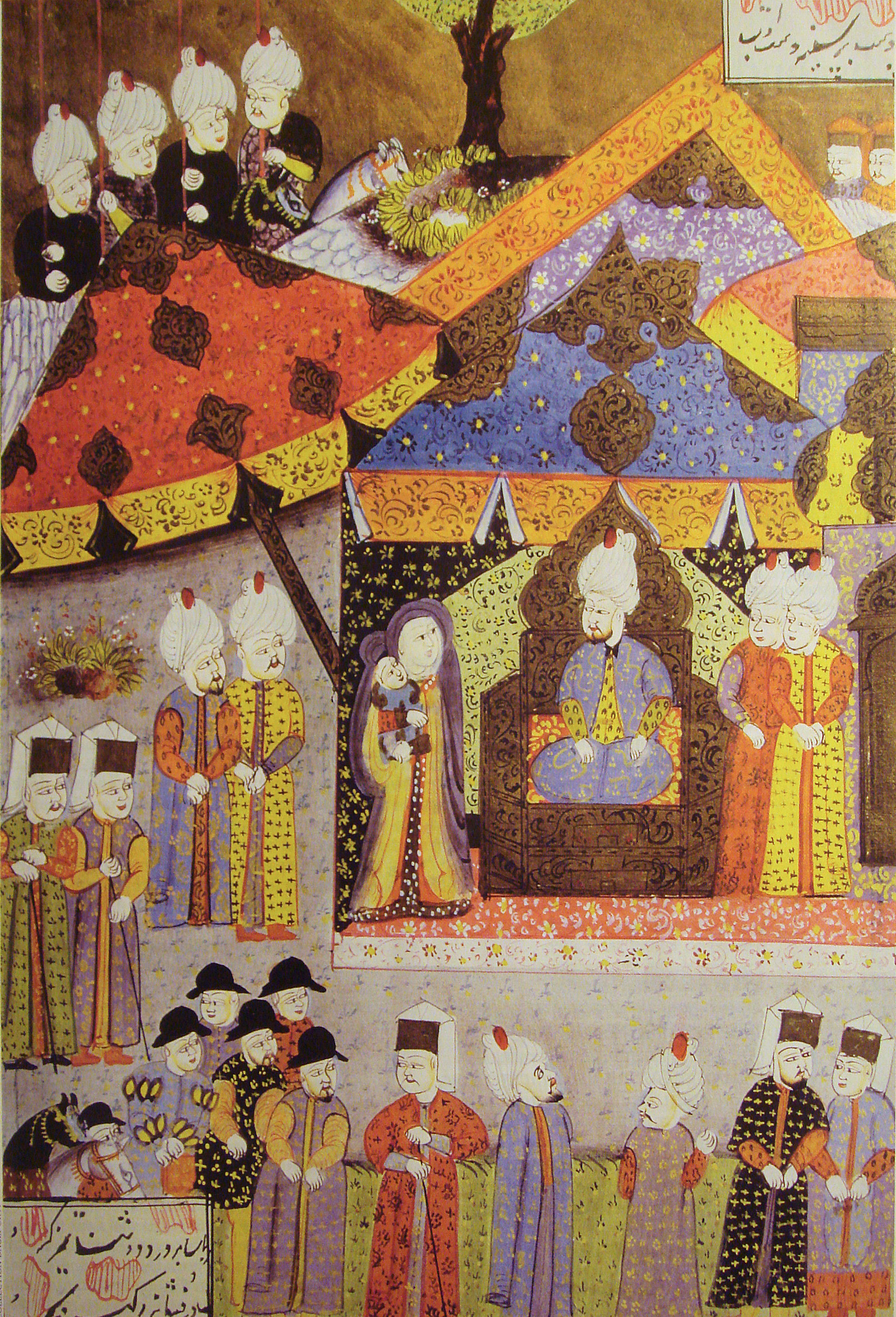
Suleiman I recibe a la reina Isabel y a su pequeño hijo Juan Segismundo en Buda (1541)

Después de 1529, la resistencia a Juan I en Transilvania se rompió en una serie de pequeñas campañas. Por ejemplo, el último magnate de Transilvania que se puso del lado de Fernando I, Stephen Majláth se pasó a Juan I a principios de 1532, y Sibiu fue ocupada en 1536. El 24 de febrero de 1538, se firmó un pacto secreto en Oradea por los representantes de los dos reyes de Hungría. Según el tratado, a ambos gobernantes se les permitía retener los territorios que tenían entonces, pero el entonces sin hijos Juan I prometió reconocer la sucesión de los Habsburgo a su muerte.
Sin embargo, Juan I se casó con una hija de Segismundo I de Polonia, Isabel, quien en 1540 le dio un hijo. Ya agonizante, el rey juró a sus barones eludir el tratado de Oradea, y su consejero, Jorge Martinuzzi, hizo elegir rey al infante Juan II Segismundo (r. 1540-1571). Fernando I envió tropas para tomar Buda, pero se retiraron ante el avance del ejército otomano. El 29 de agosto de 1541, Solimán I convocó a los señores húngaros a su campamento y, mientras se realizaba la recepción, sus tropas de jenízaros ocuparon la capital del reino. Al mismo tiempo, el sultán asignó los territorios del reino al este de Tisa a la reina Isabel y a su hijo a cambio de un tributo anual.
El 18 de octubre, los territorios orientales del reino, incluida Transilvania, juraron lealtad al rey recién nacido en la Dieta de Debrecen (Hungría). Así comenzó a surgir un país separado, aunque Jorge Martinuzzi todavía estaba negociando con Fernando I sobre la reunificación del reino. Con este propósito, en 1551 Fernando I envió un ejército a Transilvania, donde fue reconocido como único gobernante por la Dieta. Los otomanos, sin embargo, ocuparon una gran parte del Banato en 1552, y Fernando I tampoco pudo consolidar su dominio sobre los territorios orientales del reino. Finalmente, la Dieta, reunida en Sebeş el 12 de marzo de 1556, volvió a jurar lealtad al «hijo del rey Juan», por lo que el joven rey y su madre regresaron a Transilvania.
El siglo XVI también trajo consigo importantes cambios religiosos: los sajones se convirtieron al luteranismo, mientras que la mayoría de los húngaros se convirtieron al calvinismo o al unitarismo; sólo los sículos permanecieron más católicos que las otras "naciones". En 1568, la Dieta de Transilvania en Torda decretó el culto libre de estas cuatro "denominaciones recibidas", pero la ortodoxia todavía sólo se toleraba. El estatus de los rumanos empeoró en este período. Las Dietas de 1554 y 1555 decidieron que un campesino católico o protestante no podía ser acusado de un crimen a menos que hubiera siete testigos católicos o protestantes en su contra, mientras que un campesino ortodoxo podía ser acusado si había tres testigos católicos o protestantes o siete ortodoxos. La Dieta de 1559 también decretó que los rumanos que se habían asentado en tierras abandonadas por siervos católicos estaban obligados a pagar el diezmo.
Desde los sículos, la guerra continua exigía un mayor servicio militar, y la administración real les impuso impuestos especiales. Aunque los líderes de la comunidad Székely estaban exentos de impuestos en 1554, todos los soldados de infantería continuaron pagando impuestos, lo que resultó en una doble carga de obligaciones militares y monetarias para ellos. En 1562 muchos sículos tomaron las armas contra Juan II Segismundo, pero fueron derrotados. Las ciudades sajonas continuaron desarrollándose incluso en los años de la agitación. Sin embargo, su población aumentó lentamente, principalmente como consecuencia del deseo tradicional de segregación de los sajones: incluso a los artesanos y comerciantes húngaros se les prohibió establecerse en sus ciudades.

Eso (Transilvania) está habitado por tres naciones, sículos, húngaros y sajones. Debo agregar a los rumanos que, aunque fácilmente igualan a los demás en número, no tienen libertades, nobleza ni derechos propios, excepto un pequeño número que vive en el distrito de Hațeg, donde se cree que la capital de Decébalo yacía, y que fueron hechos nobles durante la época de Juan Hunyadi, natural de ese lugar, porque siempre participaron incansablemente en las batallas contra los turcos. Todos los demás son gente común, siervos de los húngaros y sin asentamientos propios, diseminados por todas partes, por todo el país, raramente asentados en lugares abiertos, la mayoría de ellos retirados en el bosque, llevando una vida desafortunada junto a sus rebaños.
It (Transylvania) is inhabited by three nations – Székelys, Hungarians and Saxons. I should add the Romanians who – even though they easily equal the others in number – have no liberties, no nobility and no rights of their own, except for a small number living in the district of Haţeg, where it is believed that the capital of Decebalus lay, and who were made nobles during the time of John Hunyadi, a native of that place, because they always took part tirelessly in the battles against the Turks. All others are common people, serfs of the Hungarians and without settlements of their own, scattered everywhere, throughout the entire country, rarely settled in open places, most of them retired in the woods, leading an unfortunate life alongside their flocks.
Antun Vrančić: On the Situation of Transylvania, Moldavia and Wallachia

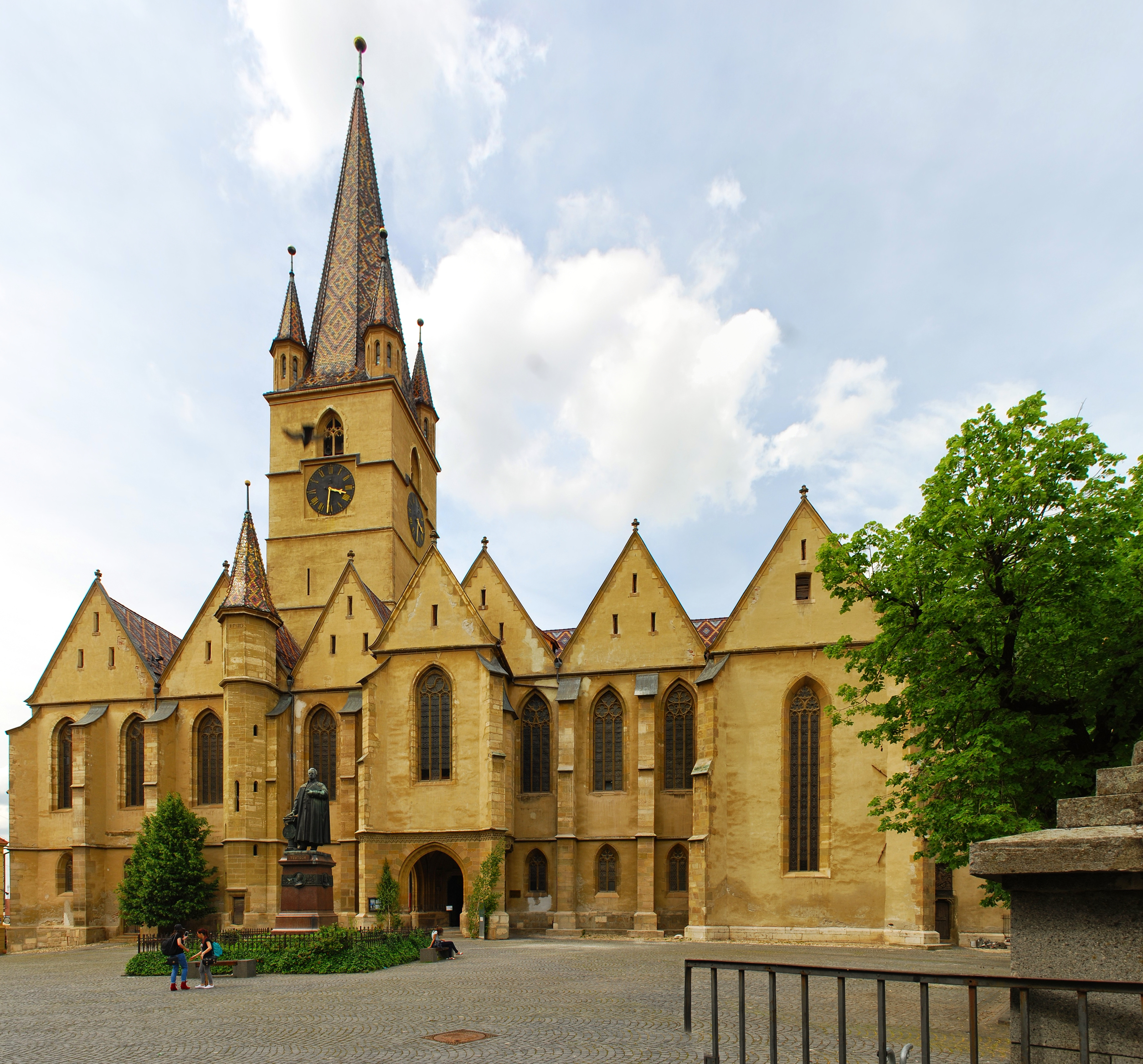
Catedral Luterana de Sibiu

En el Tratado de Espira del 16 de agosto de 1570, Juan II Segismundo reconoció a su rival, Maximiliano I (r. 1564-1576) como rey legítimo de Hungría y adoptó el título de «príncipe de Transilvania y partes del Reino de Hungría». El tratado también delimitó las fronteras del nuevo principado, que incluía no sólo la provincia histórica de Transilvania, sino también algunos condados vecinos, como Bihor y Maramureş, en adelante conocidos colectivamente como Partium. La muerte de Juan II Segismundo en 1571 amenazó con devolver el país a manos de los Habsburgo, cuyos funcionarios apoyaban al unitario Gáspár Bekes. Ahora el sultán nombró voivoda a Esteban I Báthory, un político católico.
La batalla decisiva entre los dos candidatos la ganó Stephen Báthory en Sânpaul el 8 de julio de 1575. En el mismo año, fue elegido rey de Polonia, por lo que se formó una unión personal entre los dos países que duró hasta su muerte en 1586. Dejó la administración del principado primero a su hermano, Cristóbal Báthory (r. 1575-1581), y luego al hijo menor de su hermano, Segismundo Báthory (r. 1581-1602), otorgándoles el título de voivoda, mientras que él mismo tomó el título de príncipe.
En febrero de 1594, Sigismund Báthory anunció que su país se uniría a la alianza anti-otomana formada por el emperador del Sacro Imperio Romano Germánico, Rodolfo II, Felipe II de España y muchos estados italianos y alemanes más pequeños. Aunque los Estados se negaron dos veces a respaldar la declaración de guerra, Transilvania se unió a la alianza el 28 de enero de 1595 después de que los líderes de la oposición hubieran sido ejecutados por orden del monarca. A cambio, Rodolfo II reconoció el título de príncipe de Segismundo.

### Valaquia
Los reinados breves e indignos de los sucesores de Radu V solo aumentaron la crisis de Valaquia. A partir de Mircea el Pastor (r. 1545-1559), el primer príncipe colocado en el trono por el sultán, la corona se volvió negociable, según el mayor tributo ofrecido. Incluso Miguel el Valiente, que con el tiempo se volvería contra los otomanos, ascendió al trono con el apoyo de algunas personas que tenían influencia en la Sublime Puerta, entre ellas sir Edward Barton, el embajador inglés en Estambul.
Pronto se embarcó en un programa para fortalecer la autoridad central reemplazando a los miembros del sfatul domnesc, un cuerpo asesor formado por boyardos, con dregători, es decir, funcionarios personalmente leales a él. Miguel el Valiente también adoptó una política anti-otomana, y por iniciativa suya, Segismundo Báthory de Transilvania y Aarón el Tirano de Moldavia (r. 1591-1595) firmaron un tratado para formar una alianza anti-otomana. La rebelión comenzó con la masacre de todos los otomanos en Valaquia el 13 de noviembre de 1594.

### Moldavia
En 1531, Petru IV Rareș invadió Polonia para volver a ocupar la región de Pocutia (en la actual Ucrania), pero su ejército fue derrotado. Entonces concluyó un tratado secreto con Fernando I de Hungría, pero pronto tuvo que buscar refugio en Transilvania cuando Suleiman I dirigió un ejército contra él. Esta fue la primera ocasión en que el sultán nombró a un príncipe, Stephen V Lăcustă (r. 1538-1540). Al mismo tiempo, el sultán ocupó Brăila y Tighina (ahora en Moldavia) y la región de Budjak (ahora en Ucrania). Pedro IV Rareş recuperó su trono a cambio de una gran suma de dinero en 1541. A su muerte le siguió un período caracterizado por luchas entre pretendientes al trono y entre las partidas de boyardos.
La idea de la lucha anti-otomana fue revivida por Juan III el Terrible (r. 1572-1574), quien se negó a pagar el tributo al sultán. Como resultado, las tropas otomanas y valacas invadieron Moldavia, pero fueron derrotadas por Juan III en un ataque sorpresa cerca de Jilişte. Entonces el sultán envió un gran ejército contra Moldavia, y el príncipe fue capturado y acuartelado. A continuación, Aarón el Tirano se unió a la coalición anti-otomana de Transilvania y Valaquia, y comenzó una rebelión el 13 de noviembre de 1594, simultáneamente con Miguel el Valiente de Valaquia.
El siglo XVI se caracterizó por el florecimiento de la pintura mural eclesiástica cuya técnica ha permanecido en secreto hasta nuestros días. Por ejemplo, los frescos interiores y exteriores del monasterio de Voroneţ representan este «estilo moldavo».

## Edad de Miguel el Valiente (1595-1601)

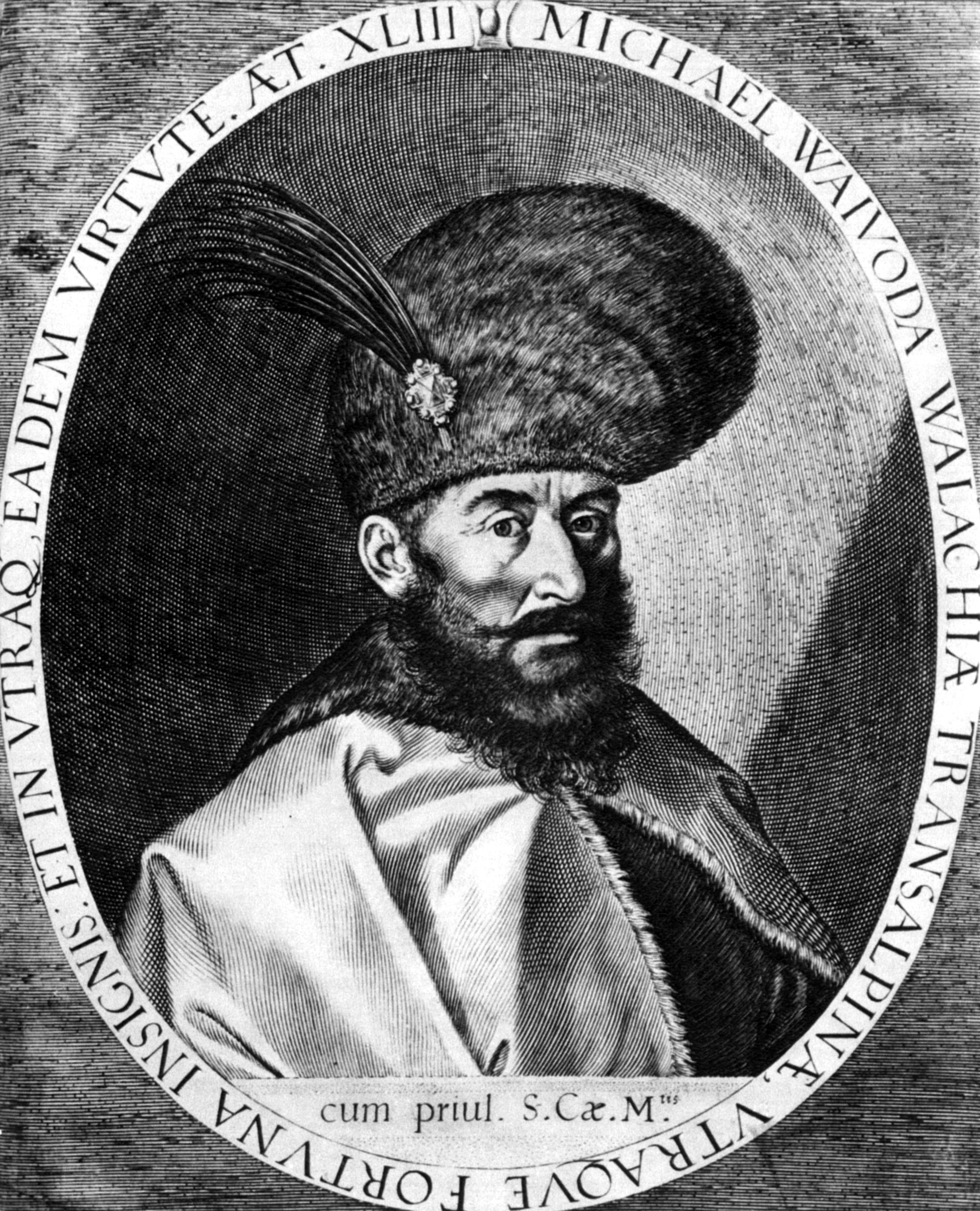
Miguel el valiente

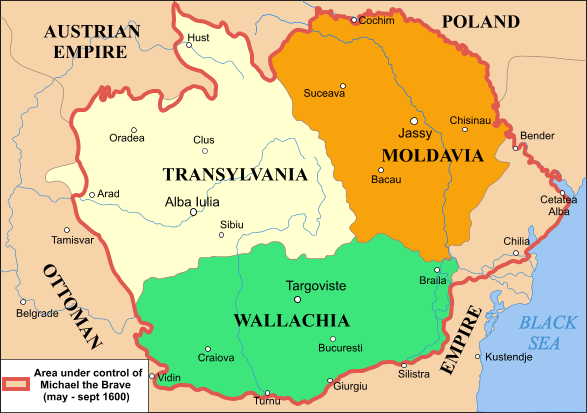
Moldavia, Transilvania y Valaquia en 1600

Tras su levantamiento coordinado, Miguel el Valiente atacó las fortalezas otomanas a lo largo del Danubio y recuperó Giurgiu y Brăila, mientras que Aarón el Tirano se apoderó de Ismail (ahora en Ucrania). En respuesta, el sultán ordenó al Gran Visir, Sinan Pasha, que invadiera Valaquia. Los dos príncipes necesitaban el apoyo de Segismundo Báthory, quien aprovechó la situación para convertirse en soberano de Valaquia y Moldavia. Cuando Aarón el Tirano rechazó las condiciones de Segismundo Báthory, fue reemplazado en el trono por el protegido de este último, Ştefan Răzvan (r. 1595).
Según el tratado firmado por Miguel el Valiente el 20 de mayo de 1595 en Alba Iulia, Segismundo Báthory se convirtió en el gobernante de los tres principados y adoptó el título de «príncipe de Transilvania, Moldavia y Valaquia Transalpina». El tratado estipulaba que los impuestos serían establecidos en Valaquia por la Dieta de Transilvania, junto con un consejo de 12 boyardos valacos. Alrededor de ese tiempo, los campesinos estaban atados a la tierra tanto en Valaquia como en Moldavia.
Las tropas otomanas entraron en Valaquia en el verano, pero fueron derrotadas por Miguel el Valiente en Călugăreni y por los ejércitos unidos de los tres principados en Giurgiu. Mientras tanto, sin embargo, los polacos habían invadido Moldavia y habían reemplazado a Ştefan Răzvan por Ieremia Movilă (r. 1595-1606). En junio de 1598, Miguel el Valiente reconoció la soberanía del emperador Rodolfo II, quien le había prometido concederle subvenciones para financiar a sus mercenarios.
El 30 de marzo de 1599 Sigismund Báthory abdicó del trono en favor de su primo, Andrés Báthory (r. 1599). El nuevo príncipe era leal a los polacos y rápidamente exigió que Miguel el Valiente aceptara su soberanía. Este último obtuvo la aprobación del emperador para una invasión de Transilvania y atacó el principado donde los sículos también se unieron a él. Él derrotó a su oponente en Selimbar el 28 de octubre de 1599 y entró en Alba Iulia. Aquí la Dieta lo reconoció como gobernador imperial. Respetaba la organización tradicional de Transilvania e incluso aplastó una revuelta de los campesinos rumanos, pero obligó a la Dieta a liberar a los sacerdotes ortodoxos de las obligaciones feudales En la primavera de 1600, invadió Moldavia en nombre del emperador y estableció el control sobre ella. En julio incluso se autoproclamó «príncipe de Valaquia, Transilvania y toda Moldavia» en Iaşi, logrando así la unión de los tres principados.
Sin embargo, los nobles húngaros, descontentos con el desorden, se rebelaron contra su gobierno y lo derrotaron en Mirăslău el 18 de septiembre de 1600. Al mismo tiempo, los polacos invadieron Moldavia y restauraron a Ieremia Movilă en el trono; luego entraron en Valaquia, donde Simion Movilă derrotó a Miguel el Valiente en Buzău. En este momento de crisis, Miguel el Valiente partió hacia Praga para pedir apoyo al emperador. Regresó a Transilvania en julio de 1601 al frente de un ejército imperial. Cooperando con el general imperial, Giorgio Basta, él derrotó a las tropas de Transilvania en Guruslău el 3 de agosto, pero el 19 de agosto fue asesinado por orden de su antiguo aliado, Giorgio Basta.

## Después de la primera unión
Después de la muerte de Miguel el Valiente, Transilvania fue gobernada por una comisión militar imperial, pero bajo Esteban Bocskai (r. 1604-1606) el principado aceptó voluntariamente la soberanía otomana. En las décadas siguientes, los príncipes de Transilvania, entre ellos Gabriel Bethlen (r. 1613-1629), hicieron varios intentos fallidos de unificar Transilvania, Valaquia y Moldavia.
Valaquia y Moldavia volvieron a estar bajo el control del Imperio otomano después de la muerte de Miguel el Valiente. Radu Mihnea príncipe de Valaquia (r. 1611-1616, 1623-1626) y de Moldavia (r. 1616-1623), fue el primer gobernante en nombrar a griegos del distrito de Fanar de Estambul para altos cargos gubernamentales. Esto inició una tendencia que finalmente condujo al llamado «período Fanariota» en la historia de Rumania.